# Arturo Bandini
Arturo Bandini (o anche Arturo Gabriel Bandini o Arturo Dominic Bandini) è un personaggio immaginario protagonista di una serie di romanzi di John Fante, scrittore statunitense del quale è anche alter ego. Il personaggio compare anche in alcuni film tratti dai libri.

La vita di Arturo viene descritta in fasi differenti in quattro romanzi. In Aspetta primavera, Bandini, facciamo la conoscenza di un quattordicenne Italo-americano. Sognatore, ribelle e attaccabrighe, ammira il padre Svevo, che non si vuole rassegnare alla sua condizione di "povero immigrato italiano". 
"Di nome faceva Arturo, ma avrebbe preferito chiamarsi John. Di cognome faceva Bandini ma lui avrebbe preferito chiamarsi Jones. Suo padre e sua madre erano italiani ma lui avrebbe preferito essere americano. [...] Avrebbe tanto voluto essere un bravo ragazzo ma aveva paura a comportarsi da bravo ragazzo perché temeva che i suoi amici gli dessero del bravo ragazzo"
Negli altri tre romanzi, l'aspirante scrittore non riuscirà a realizzare i suoi sogni di gloria. John Fante, il cui alter-ego è proprio Arturo Bandini, vive sia nei romanzi che nella realtà, l'amore con Camilla Lopez in prima persona. Nel libro (ma non nel film), come nella realtà, questo amore non verrà mai ricambiato. 

## Storia editoriale
Il personaggio è protagonista dei romanzi:
- Aspetta primavera, Bandini (in cui è ancora un ragazzino)
- La strada per Los Angeles (nel quale è cresciuto rispetto al precedente)
- Chiedi alla polvere (che narra del suo amore per la cameriera messicana Camilla Lopez)
- Sogni di Bunker Hill

## Trasposizioni in altri media

### Cinema
- Chiedi alla polvere di Robert Towne (2006): Arturo e Camilla sono interpretati da Colin Farrell e Salma Hayek.                                                    L'attore Colin Farrell (2022)

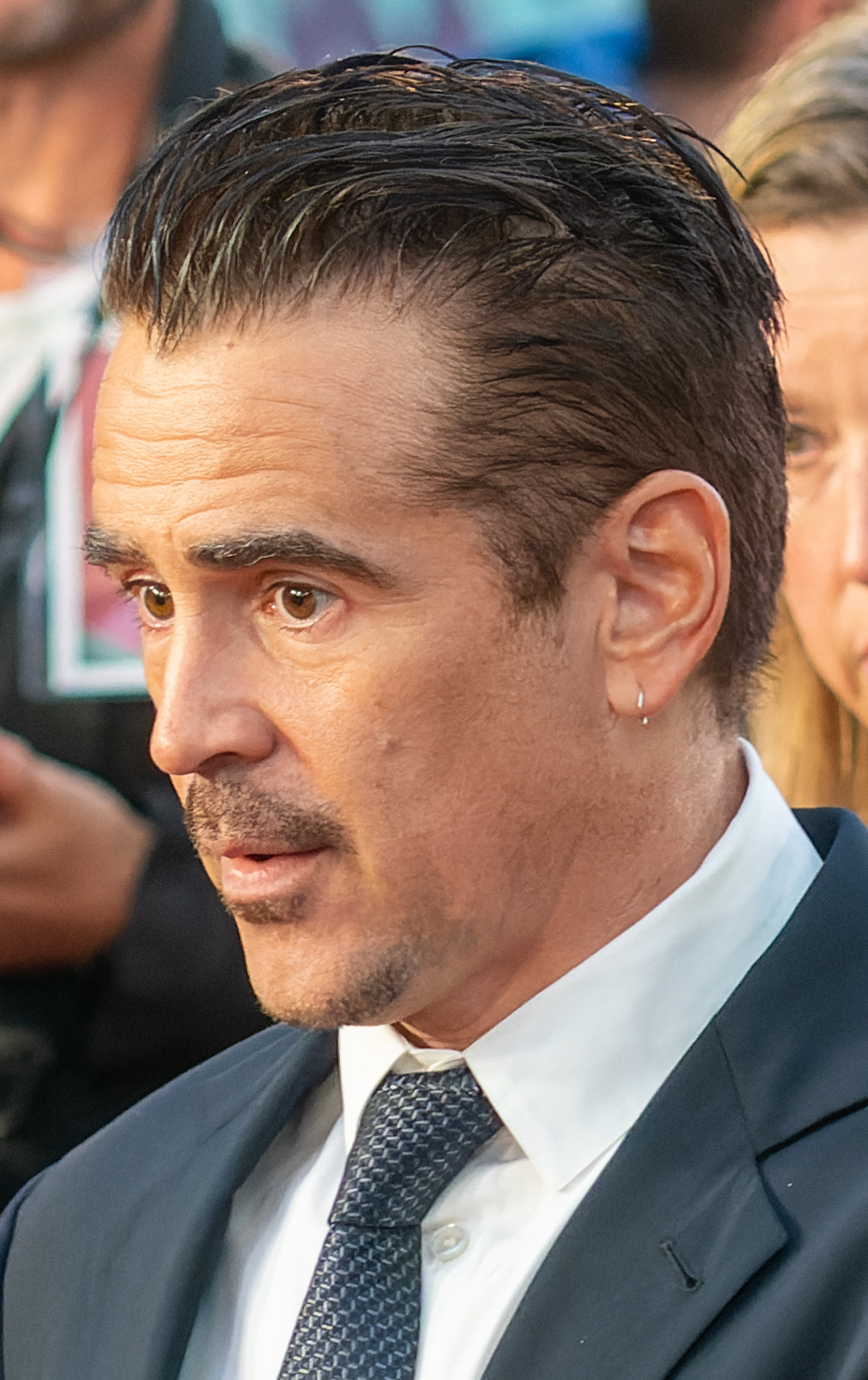
L'attore Colin Farrell (2022)

- Le ragioni del cuore di Dominique Deruddere (1989):  Arturo è interpretato da Michael Bacall